# روزشمار ریاست‌جمهوری حسن روحانی (بهار ۱۳۹۴)
این فهرست، به روزشمار حسن روحانی رئیس‌جمهور ایران در بهار سال ۱۳۹۴ می‌پردازد.

## فروردین
۱ فروردین
- در بامداد اول فروردین ۱۳۹۴، حسن روحانی پس از تحویل سال خورشیدی پیام نوروزی صادر کرد. وی در این پیام گفت:سال جدید، سال انتخابات است باید فضای بهتری را برای فعالیت احزاب به وجود آوریم، آستانه تحمل را بالاتر ببریم، سربلندی این ملت را به رخ بدخواهان بکشیم، به همه نشان دهیم که افکار مختلف را ما تحمل می‌کنیم، دست به دست هم دهیم، مجلسی را بسازیم که شایسته این ملت بزرگ ایران است و مجلس خبرگانی را به‌جود آوریم که ثبات بیشتر برای کشور و آرامش بیشتر برای افکار عمومی جامعه ما به‌وجود آورد و این کار با همکاری یکدیگر امکان‌پذیر است. رئیس‌جمهور ایران در پیام‌های جداگانه‌ای فرارسیدن نوروز ۱۳۹۴ را به سران کشورهای افغانستان، تاجیکستان، پاکستان، آذربایجان، ترکمنستان، ارمنستان، قزاقستان، ازبکستان و ترکیه تبریک گفت. سید علی خامنه‌ای، رهبری ایران نیز در پیام نوروزی ۱۳۹۴، در حمایت از دولت یازدهم، سال جدید را سال دولت و ملت؛ همدلی و همزبانی نامید.

۲ فروردین
- حسن روحانی به‌منظور حضور در مراسم تشییع وتدفین مادرش، سکینه پیوندی، وارد زادگاهش شهرستان سرخه شد.

- حسن روحانی، رئیس‌جمهوری در نامه‌ای به سید علی خامنه‌ای، رهبر ایران، ضمن تشکر از عنایت ویژه وی به دولت و عنوان سال جدید، برای تحقق رهنمودهای رهبر انقلاب دعوت همگانی به عمل آورد و اظهار داشت که: «نقد مشفقانه را چون حمایت خردمندانه ارج می‌نهیم/ شرایط تحریمی به عرصه مقاومت اقتصادی تبدیل شد/امروز تحریم کنندگان ناگزیر به تغییر لحن از تهدید به تکریم هستند.»

۵ فروردین
- رئیس‌جمهوری، روز چهارشنبه در نخستین جلسه هیئت دولت در سال جدید، با اشاره به نامگذاری سال ۹۴ از سوی رهبری به‌عنوان سال «دولت و ملت، هم‌دلی و هم‌زبانی»، همگان را به تلاش در مسیر تحقق عینی خواست رهبر انقلاب فراخواند و تصریح کرد: «این شعار نباید تنها روی کاغذها و تابلوها بماند بلکه باید بر دل‌های ما حاکم شود و همه تلاش‌ها برای تحقق عینی آن متمرکز شود.»

- مراسم ترحیم مادر حسن روحانی، رئیس‌جمهوری با حضور سیدعلی خامنه‌ای، رهبر ایران، مقام‌های ارشد کشوری و لشکری و مردم در مدرسه عالی شهید مطهری برگزار شد.

- حسن روحانی، رئیس‌جمهوری در احکام جداگانه‌ای، دکتر مصطفی محقق داماد و دکتر نجفقلی حبیبی را به عضویت هیئت امنای سازمان اسناد و کتابخانه ملی جمهوری اسلامی ایران، منصوب کرد.
- مراسم ترحیم والده حسن روحانی، رئیس‌جمهوری، شامگاه چهارشنبه با حضور مراجع تقلید، علما، فضلا، طلاب و شمار زیادی از مردم قم در مسجد اعظم این شهر برگزار شد.

۶ فروردین
- حسن روحانی، رئیس‌جمهوری در ادامه تلاش‌های فشرده برای تکمیل رایزنی‌های مرتبط با مسایل هسته‌ای و تحولات منطقه‌ای، با رؤسای جمهوری چین، روسیه و فرانسه و نخست‌وزیر انگلستان به صورت تلفنی گفتگو کرد.

۷ فروردین
۸ فروردین
- حسن روحانی، رئیس‌جمهوری اسلامی ایران شامگاه شنبه با آنگلا مرکل، صدراعظم آلمان گفتگو کرد و در این مکالمه تلفنی آخرین وضعیت مذاکرات هسته‌ای و همکاری‌های دو کشور مورد بحث و تبادل نظر قرار گرفت.

۹ فروردین
- حسن روحانی، رئیس‌جمهوری در جریان سفر پروژه‌ای به جزیره قشم از طرح توسعه بندر بهمن بازدید کرد.

- حسن روحانی، رئیس‌جمهوری در جمع صمیمی گروهی از مردم قشم و مسافران نوروزی حضور یافت و از نزدیک با آنان به گفتگو پرداخت.

- حسن روحانی، رئیس‌جمهوری، در نشست رؤسای هیئت امنای مناطق آزاد در قشم گفت: مناطق آزاد باید به مراکز جذب سرمایه و توسعه صادرات تبدیل شوند.

۱۳ فروردین
توضیح : در تاریخ ۱۳ فروردین ۱۳۹۴ ایران با گروه ۵+۱ در خصوص برنامه هسته‌ای ایران به راه حل‌های لازم جهت نیل به برنامه جامع اقدام مشترک، تحت عنوان تفاهم هسته‌ای لوزان رسیدند.
- پس از انعقاد بیانیهٔ تفاهم هسته‌ای لوزان، در ساعات پایانی سیزدهم فروردین، حسن روحانی، رئیس‌جمهوری در صفحه توئیتر رئیس‌جمهور ایران نوشت: «اکنون پای تلفن هستم و از محمدجواد ظریف، وزیر خارجه، صالحی رئیس سازمان انرژی اتمی و همه مذاکره‌کنندگانمان به خاطر تلاشهای خستگی ناپذیرشان تشکر کردم». او همچنین در صفحه توییتر خود یادآور شد: «راه حل‌ها بر روی پارامترهای کلیدی به دست آمده‌است. نگارش پیش نویس فوراً آغاز خواهد شد تا سی ژوئن پایان برسد.

۱۴ فروردین
- حسن روحانی، رئیس‌جمهوری در گفتگوی تلویزیونی با مردم ایران پیرامون تفاهم هسته‌ای لوزان، گفت: «به صراحت می‌گویم غنی‌سازی و همه فعالیت‌های هسته‌ای ایران صرفاً برای توسعه ایران و علیه هیچ کشوری و جهان نخواهد بود. در این چارچوب، اراک با فناوری مدرن‌تر فعال خواهد بود. در فردو بیش از۱۰۰۰ سانترافیوژ فعال خواهد بود. یکی از وعده‌های دولت به مردم چرخش سانترافیوژها و چرخ اقتصاد کشور بود؛ بعد از تشکیل دولت در طول صد روز اول، دولت در این زمینه اولین گام را برداشت و به توافق موقت در زمینه مسائل هسته‌ای با ۱+۵ دست یافت و از آن زمان تا امروز در تلاش بودیم که گام دوم برداشته شود که این گام شب گذشته برداشته شد … در همان روز اجرای توافق، همه قطعنامه‌ها علیه ایران لغو خواهد شد. در چارچوبی که ما پیش رو داریم می‌بینیم که رویکرد این دولت پاسخ داده شده‌است در دنیای امروز تهدید دیگران و فشار به آن‌ها بی‌ارزش است و همه باید به فکر برد- برد باشیم.».

۱۵ فروردین
- حسن روحانی، رئیس‌جمهوری در دیدار نوروزی با جمعی از وزرا، معاونین و مدیران دستگاه‌های اجرایی، نام‌گذاری سال ۹۴ تحت عنوان «دولت، ملت؛ همدلی و همزبانی» را بهترین عیدی از سوی مقام معظم رهبری برای دولت و ملت توصیف و تصریح کرد: یکی از اولین برکات همدلی و همزبانی دولت و ملت، توفیقی بود که در آغاز سال ۹۴ در عرصه هسته‌ای به دست آمد.» رئیس‌جمهوری در بخش دیگری از سخنان خود به برگزاری انتخابات مجلس شورای اسلامی و مجلس خبرگان در سال ۹۴ اشاره کرد و ادامه داد: «امیدوارم که با همدلی و فراهم آوردن زمینه حضور همه کسانی که نظام جمهوری اسلامی ایران و قانون اساسی را قبول دارند، این انتخابات را به افتخاری دیگر برای ایران اسلامی تبدیل کنیم.»

۱۶ فروردین
- حسن روحانی، رئیس‌جمهوری در دیدار نوروزی با جمعی از کارگزاران نظام و مدیران دستگاه‌های مختلف کشور با تأکید بر تلاش همگانی برای دستیابی به اهداف ملی گفت: «مردم ایران و کشورهای دوست از این تفاهم به دست آمده خوشحالند و رقبای کم‌فکر و دشمنان جمهوری اسلامی ایران از نتایج حاصل شده ناخرسند هستند… قرار ما در طول مذاکرات همواره لغو تحریم‌های اقتصادی، مالی و بانکی بوده‌است و هیچگاه در خصوص تعلیق تحریم مذاکره نکرده‌ایم و اگر این موضوع بود، تفاهمی صورت نمی‌گرفت»

۱۷ فروردین
- حسن روحانی، رئیس‌جمهوری اسلامی ایران با صدور پیامی از مراجع عظام تقلید، علمای اعلام، شخصیت‌های کشوری و لشکری و همچنین قشرها مختلف مردم که با ارسال پیام و شرکت در مراسم تشییع و ترحیم والده مکرمه‌شان بانو سکینه پیوندی، موجبات تسلی خاطر بازماندگان را فراهم آوردند، تشکر و قدردانی کرد.

- حسن روحانی، رئیس‌جمهوری در دیدار نوروزی با مسئولان و مدیران قوه قضائیه گفت: «مبنای همدلی در کشور و بین قوا و مردم باید قانون باشد و بر مبنای عمل و تمسک به قانون، می‌توان بین قوا و مردم همدلی ایجاد کرد.»

۱۸ فروردین
- حسن روحانی، رئیس‌جمهوری اسلامی ایران ظهر سه شنبه به‌طور رسمی از رجب طیب اردوغان، رئیس‌جمهوری ترکیه در مجموعه فرهنگی–تاریخی سعدآباد استقبال کرد.

- مذاکرات خصوصی حسن روحانی و رجب طیب اردوغان، رؤسای جمهوری اسلامی ایران و جمهوری ترکیه، بلافاصله پس از پایان مراسم استقبال رسمی آغاز شد.

- رؤسای جمهور ایران و ترکیه در نشست خبری بر ضرورت گسترش بیش از پیش روابط دوجانبه، ارتقاء حجم روابط اقتصادی و لزوم مقابله با تروریسم و جلوگیری از قتل و خون‌ریزی در منطقه تأکید کردند.

- حسن روحانی، روز سه شنبه و در دومین جلسه شورای راهبردی همکاری‌های تهران – آنکارا با اشاره به مذاکرات خود با رجب طیب اردوغان، رئیس‌جمهوری ترکیه و اشتراک نظر دو کشور در خصوص بسیاری از مسایل منطقه‌ای افزود: «تهران و آنکارا معتقدند باید جنگ و حملات نظامی در یمن متوقف شود و زمینه برای ارسال کمک‌های انسان‌دوستانه به مردم یمن فراهم گردد.»

- ایران و ترکیه عصر سه شنبه بعد از نشست خبری رؤسای جمهوری دو کشور، هشت سند همکاری و یک بیانیه مشترک امضاء کردند.

۱۹ فروردین
- حسن روحانی در جلسهٔ هیئت دولت با اشاره به اقدامات خوبی که در جهت مهار آسیب‌ها به جنگل‌های بلوط در ایلام انجام شده، خاطر نشان کرد: «جنگل‌هایی که مورد تردد مردم بوده‌است، بهتر محافظت شده‌است؛ بنابراین دولت باید حفظ جنگل و محیط زیست را به مردم واگذار کند و خود نظارت کلی بر آن داشته باشد.»

۲۰ فروردین
- حسن روحانی رئیس‌جمهوری هم‌زمان با روز ملی فناوری هسته‌ای، از جدیدترین دستاوردهای جمهوری اسلامی ایران در حوزه انرژی صلح‌آمیز هسته‌ای بازدید کرد.

- با حضور رئیس‌جمهوری از جدیدترین دستاوردهای سازمان انرژی اتمی ایران در حوزه سلامت رونمایی شد.

- حسن روحانی، رئیس‌جمهوری در مراسم روز ملی فناوری هسته‌ای با تأکید بر اینکه ایران اسلامی از مسیر دستیابی به فناوری هسته‌ای عقب نخواهد نشست، تصریح کرد: «اعتراف قدرتهای جهانی به اینکه تحریم و فشار، ملت ایران را تسلیم نمی‌کند، مهمترین دستاورد مذاکرات هسته‌ای است… از فناوری هسته‌ای عقب نخواهیم نشست… اعتراف قدرتهای جهانی بر تسلیم ناپذیری ملت ایران، مهمترین دستاورد مذاکرات است… هیچ توافقی را امضاء نمی‌کنیم مگر اینکه تمام تحریمهای اقتصادی همان روز لغو شود… منطق و اعتدال ایران بر افراط گرایی پیروز شد … بمباران یمن اشتباه است، همه را به صلح و دوستی دعوت می‌کنیم.»

۲۱ فروردین
۲۲ فروردین
- حسن روحانی، رئیس‌جمهوری در نامه‌ای به علی جنتی، وزیر فرهنگ و ارشاد اسلامی با اشاره به حادثه تعرض به دو نوجوان زائر ایرانی در فرودگاه جده تأکید کرد: «سازمان حج و زیارت با همکاری وزارت امور خارجه، پیگیری‌های خود را ادامه داده و نسبت به مجازات مجرمان و تأمین امنیت زائران اطمینان حاصل نماید و گزارش دقیق و جامعی برای تصمیم‌گیری ارائه کند.»

۲۳ فروردین
- حسن روحانی، رئیس‌جمهوری در همایش بزرگداشت خدیجه ثقفی، بانوی انقلاب اسلامی و همسر امام خمینی، با اشاره به اینکه ایشان حق بزرگی برگردن ملت ایران دارد، گفت: «متاسفم که «نهی از منکر» را آورده‌اند در برخی خیابان‌ها، آن هم فقط علیه زنان و بس، چه شد که «امر به معروف» به چند مسئله فرعی تنزل یافت؟»

- نخستین نشست مشترک دولت و مجلس در سال ۱۳۹۴ با نواختن سرود جمهوری اسلامی ایران و تلاوت آیاتی از کلام‌الله مجید، به میزبانی دولت در محل سالن شهید بهشتی نهاد ریاست جمهوری آغاز شد.

۲۴ فروردین
- حسن روحانی، رئیس‌جمهوری در پیامی با تبریک قهرمانی مقتدرانه تیم ملی کشتی آزاد جمهوری اسلامی ایران در رقابت‌های جام جهانی آمریکا، تصریح کرد که این قهرمانی بار دیگر شایستگی و برتری ورزشکاران عزیز ایران اسلامی را آشکار ساخت.

- پس از آنکه حسن روحانی، دستور بررسی مسئله تجاوز جنسی دو مأمور عربستانی در فرودگاه جده به دو نوجوان ایرانی را به علی جنتی داد، در ۲۴ فروردین ۱۳۹۴، علی جنتی، وزیر ارشاد ایران اعلام کرد پس از مطالعات و بررسی‌های انجام شده امروز به سازمان حج دستور داده شد تا زمانی که این افراد مجرم (متجاوزان به دو نوجوان ایرانی در فرودگاه جده) محاکمه بشوند و مورد مجازات قرار بگیرند، فعلاً عمره متوقف می‌شود و پروازهای ایران تعلیق خواهد شد.

۲۵ فروردین
- حسن روحانی در ابتدای اولین جلسه شورای‌عالی انقلاب فرهنگی در سال ۹۴ با اشاره به اینکه ابتدا و انتهای سال جاری متبرک به نام حضرت فاطمه زهرا (س) است، اظهار امیدواری کرد که فرهنگ محمدی و فاطمی بیش از پیش در کشور توسعه یابد.

۲۶ فروردین
- حسن روحانی، رئیس‌جمهوری در ادامه سفرهای مستمر خود به استان‌های کشور صبح چهارشنبه در صدر شماری از معاونان رئیس‌جمهوری و وزرا در قالب پانزدهمین سفر استانی کاروان تدبیر و امید وارد رشت در استان گیلان شد.

- حسن روحانی، رئیس‌جمهوری در اجتماع بزرگ مردم گیلان حضور یافت و در بخشی از سخنانش با اشاره به اقدامات ضد ایرانی مجالس آمریکا گفت: «این که سنا و مجلس نمایندگان و تندروها در آمریکا و مزدوران منطقه‌ای آنان چه می‌گویند، به ما ارتباطی ندارد، ما در برابر تعامل، حسن نیت و احترام، تعامل، حسن نیت و احترام می‌خواهیم و اعلام می‌کنیم طرف ما مجالس آمریکا نیست، بلکه مجموعه‌ای به نام ۱+۵ است.»

- حسن روحانی، رئیس‌جمهوری در نشست علما، ایثارگران و برگزیدگان استان گیلان گفت: «نقد با به دنبال هوچی گری بودن متفاوت است، نقد دلسوزانه به نفع کشور و نظام است و در سالی که از سوی مقام معظم رهبری به سال همدلی و همزبانی نامگذاری شده باید از منافع شخصی و جناحی بخاطر منافع ملی و منافع کشور گذشت. .»

- حسن روحانی، رئیس‌جمهوری در جلسه توسعه و سرمایه‌گذاران استان گیلان در رشت با تأکید بر اینکه اقتصاد کشور در سال ۹۳ از دوران رکود خارج شده و امسال، سال رونق اقتصادی و سال پرخیر و برکتی برای مردم عزیز ایران خواهد بود، تصریح کرد: «کارآفرینان بدانند که رشد اقتصادی در کشور با شتاب ادامه خواهد یافت.»

۲۷ فروردین
- حسن روحانی، رئیس‌جمهور صبح پنج شنبه از طرح توسعه مجتمع بندری کاسپین و طرح تقاطع غیر هم سطح منطقه آزاد انزلی بازدید کرد.

- حسن روحانی، رئیس‌جمهور در نشست خبری استان گیلان ضمن قدردانی ازحضور پرشور مردم فهیم استان گیلان در مراسم استقبال از کاروان دولت تدبیر و امید، گفت: «حضور مردم نشان از عزم آن‌ها برای حمایت از خادمان خود در دولت داشت و باید مردم و دولت با همدلی، همزبانی، هماهنگی و همکاری بیشتر تلاش کنیم تا به اهداف مورد نظر کشور دست بابیم.»

- حسن روحانی، رئیس‌جمهوری در جلسه شورای اداری استان گیلان با تأکید بر اینکه «سال ۹۴ باید سال تحرک اقتصادی در کشور باشد»، گفت: «همه باید دست به دست هم کشور را به سمت رونق و پیشرفت ببریم.»

۲۸ فروردین
- دفتر رئیس‌جمهوری اسلامی ایران در پیامی با قدردانی از استقبال مردم استان گیلان از کاروان دولت تدبیر و امید، تصریح کرد: «در ابتدای سالی که عنوان مدبرانه و امید آفرین «دولت و ملت، همدلی و همزبانی» از سوی مقام معظم رهبری زینت بخش آن شده‌است، این استقبال پرشکوه، برگ زرین دیگری بر افتخارات دولت افزود.»

۲۹ فروردین
- مراسم گرامیداشت ۲۹ فروردین؛ روز ارتش جمهوری اسلامی ایران، با حضور رئیس‌جمهوری آغاز شد.

- رئیس‌جمهوری در مراسم بزرگداشت روز ارتش جمهوری اسلامی ایران، ارتش را مظهر اقتدار ملی، نظم و انضباط، مدنیت، سلامت اداری و اقتصادی، فراجناحی و فراحزبی، اسلامی و ملی بودن دانست و تصریح کرد: «ارتش ایران مظهر اقتدار ملی و فراجناحی بودن است … نیروهای مسلح ایران حافظ آرامش منطقه هستند… دکترین نظامی ما دفاعی است… حمله به مظلومین یمن افتخار نیست؛ ننگ آفرین است.»

- حسن روحانی، روز شنبه در دیدار جولی بیشاپ، وزیر امور خارجه استرالیا، گفت: «برای مبارزه اصولی با ریشه‌های تروریسم و جلوگیری از جذب جوانان کم اطلاع به این گروه‌ها، باید علت‌های این معضل شناسایی و با آن‌ها به‌طور هماهنگ مبارزه شود.»

۳۰ فروردین
- حسن روحانی، رئیس‌جمهوری اسلامی ایران به‌طور رسمی از اشرف غنی، رئیس جمهوری افغانستان در مجموعه تاریخی – فرهنگی سعد آباد، استقبال کرد.

- حسن روحانی، رئیس‌جمهوری در نشست مطبوعاتی با اشرف غنی، با اشاره به اهمیت و ضرورت گسترش همکاری‌های ایران و افغانستان در راستای تأمین منافع دو کشور در عرصه‌های مختلف، گفت: «سفر رئیس‌جمهوری افغانستان که نماینده دولت وحدت ملی افغانستان است، آغازی برای همکاری‌های وسیع‌تر خواهد بود.»

۳۱ فروردین
- حسن روحانی، رئیس‌جمهوری پس از دریافت استوارنامه سفیر جدید تایلند، با اشاره به زمینه‌های گسترده همکاری میان ایران و تایلند، گفت: «دو کشور می‌توانند در عرصه‌های اقتصادی، سیاسی و گردشگری همکاری تنگاتنگی داشته باشند.»

- حسن روحانی، رئیس‌جمهوری پس از دریافت استوارنامه سفیر جدید سنگال، با تأکید بر علاقه‌مندی ایران به گسترش روابط با کشورهای آفریقایی، گفت: «سنگال به‌عنوان کشوری مهم در قاره آفریقا مورد توجه ایران است و ما از توسعه تعاملات اقتصادی و فرهنگی با این کشور استقبال می‌کنیم.»

- حسن روحانی، رئیس‌جمهوری پس از دریافت استوارنامه سفیر جدید یونان، از یونان به‌عنوان دروازه اروپا یاد کرد و گفت: «یونان دارای ظرفیت‌های بسیاری در زمینه‌های مختلف است و اقتصادهای ایران و یونان در بسیاری از عرصه‌ها، می‌توانند مکمل یکدیگر باشند… ایران و یونان از گذشته با یکدیگر در حوزه تفکری نظیر فلسفه، علوم، فرهنگ و تجارت همکاری داشته‌اند و هیچ مانع موقتی نمی‌تواند دو کشور را از رسیدن به تعاملات پرثمر بازدارد.»

- حسن روحانی، رئیس‌جمهوری پس از دریافت استوارنامه سفیر جدید الجزایر، اسرائیل را خطر اصلی منطقه در زمینه سلاح‌های کشتار جمعی نظیر تسلیحات هسته‌ای، شیمیایی و میکروبی دانست و تصریح کرد: «همه کشورها باید به فشارهای سیاسی خود با هدف سرفرود آوردن این رژیم در برابر قوانین بین‌المللی و پذیرش این قوانین، بیفزایند.» او از مواضع الجزایر در قبال برنامه هسته‌ای ایران تقدیر کرد.

- حسن روحانی، در دیدار وزیر خارجه ونزوئلا، گفت: «اراده ملت و دولت ایران، توسعه روابط دوستانه و همکاری با ونزوئلا در همه عرصه‌ها است.»

## اردیبهشت
۱ اردیبهشت
- حسن روحانی، رئیس‌جمهوری، پیش از عزیمت به اندونزی در گفتگو با خبرنگاران در فرودگاه مهرآباد با تأکید بر اینکه مداخله غیرمسئولانه برخی کشورها در یمن با احکام اسلام و مقررات بین‌المللی سازگاری ندارد، این مداخلات را ناشی از عدم تعادل فکری و روحی مداخله کنندگان توصیف کرد و اظهار داشت: «امیدوارم در متن و حاشیه اجلاس سران آسیا – آفریقا بحث‌های مفیدی دربارهٔ یمن و مسائل منطقه داشته باشیم.»

- رئیس‌جمهوری به‌منظور شرکت در اجلاس گرامیداشت شصتمین سال تأسیس کنفرانس آسیا – آفریقا با بدرقه رسمی معاون اول خود و با حضور رئیس دفتر مقام رهبری ایران، تهران را به مقصد جاکارتا ترک کرد.

- رئیس‌جمهوری شامگاه سه شنبه به وقت محلی وارد جاکارتا، پایتخت اندونزی شد تا در مراسم شصتمین سالگرد تأسیس کنفرانس کشورهای آسیایی - آفریقایی شرکت کند.

۲ اردیبهشت
- اجلاس سران کشورهای آسیایی – آفریقایی صبح چهارشنبه به وقت جاکارتا، با حضور حجت‌الاسلام و المسلمین دکتر حسن روحانی، رئیس‌جمهوری آغاز شد.

- رئیس‌جمهوری با ارائه طرح «رویکرد همه‌جانبه برای ریشه کنی تروریسم» در اجلاس سران کشورهای آسیایی – آفریقایی تصریح کرد: «مقابله با تروریسم باید جزء برنامه‌های این اجلاس و در راستای اصول و ارزش‌های باندونگ محسوب شود.»

- اجلاس سران کشورهای آسیایی – آفریقایی عصر چهارشنبه در جاکارتا پایتخت اندونزی به ریاست مشترک رؤسای جمهوری ایران و ماداگاسکار ادامه یافت.

- رئیس‌جمهوری اسلامی ایران و نخست‌وزیر ژاپن، عصر چهارشنبه در جاکارتا دیدار و دربارهٔ مهمترین مسایل دوجانبه، منطقه‌ای و بین‌المللی بحث و تبادل نظر کردند.

۳ اردیبهشت
- روسای جمهوری ایران و چین روز پنجشنبه در حاشیه اجلاس سران آسیایی و آفریقایی در جاکارتا، دیدار و دربارهٔ مهمترین موضوعات مورد علاقه دوجانبه، منطقه‌ای و بین‌المللی بحث و تبادل نظر کردند.

- روسای جمهوری اسلامی ایران و اندونزی در دیدار با یکدیگر ضمن اشاره به اهمیت گسترش و تعمیق همکاری‌های دو کشور، بر افزایش هر چه بیشتر مناسبات اقتصادی تهران – جاکارتا تأکید کردند.

- حسن روحانی، رئیس‌جمهوری در دیدار با رئیس‌جمهور ویتنام با استقبال از توسعه روابط ایران و ویتنام، تصریح کرد: «تهران برای توسعه روابط فرهنگی و اقتصادی با هانوی کاملاً آماده است و سطح روابط دو کشور باید بیش از پیش توسعه یابد.»

- حسن روحانی، رئیس‌جمهوری در دیدار با نخست‌وزیر بنگلادش، گفت: «ایران از پیشرفت و رفاه مردم بنگلادش و توسعه مناسبات دو جانبه استقبال می‌کند.»

- حسن روحانی، روز پنج شنبه در جمع علما، بزرگان، فرهیختگان و دانشگاهیان اندونزی گفت: «همه مسلمانان باید سکوت خود را در برابر گروه‌های تروریستی که بزرگترین ضربه را به اسلام وارد کردند، بشکنند. باید صدا و فریاد واحد ما مقابله با خشونت، افراطی‌گری و ترور باشد.»

- حسن روحانی، رئیس‌جمهوری شامگاه پنجشنبه به وقت تهران سفر دو روزه رسمی خود به اندونزی پایان داد و جاکارتا را به مقصد تهران ترک کرد.

۵ اردیبهشت
- حسن روحانی، رئیس‌جمهوری و در بیستمین همایش فرماندهان، روسا و مدیران ناجا، با بیان اینکه بزرگترین هنر جمهوری اسلامی ایران ارائه الگوی مردم‌سالاری دینی است، گفت: «چسبیده‌ایم به چند فرع اسلام و فکر می‌کنیم دنیای منکر و معروف آنجاست … امنیت جامعه با امنیتی کردن جامعه فرق دارد.»

۶ اردیبهشت
- هیئت دولت عصر یکشنبه به ریاست حسن روحانی، رئیس‌جمهوری تشکیل جلسه داد و اعضای دولت در خصوص مهم‌ترین مسایل جاری کشور با یکدیگر بحث و تبادل نظر کردند.

۸ اردیبهشت
- حسن روحانی، رئیس‌جمهوری در جشن بزرگ کارگری شرکت کرده و به سخنرانی پرداخت. وی در سخنرانی خود اظهار کرد: «با توافقات نهایی که در تیر ماه حاصل خواهد شد، شرایط تولید در ایران به مراتب بهتر خواهد شد و دلالان تحریم باید از هم‌اکنون به فکر شغل دیگری باشند.»

- طرح آمایش و ساماندهی گسترش آموزش عالی در حوزه سلامت روز سه شنبه در جلسه شورای عالی انقلاب فرهنگی به ریاست حسن روحانی، رئیس‌جمهوری، تصویب شد.

۹ اردیبهشت
- حسن روحانی، رئیس‌جمهوری در ادامه سفرهای مستمر خود به استان‌های کشور صبح چهارشنبه در صدر شماری از معاونان رئیس‌جمهوری و وزرا در قالب شانزدهمین سفر استانی کاروان تدبیر و امید وارد شیراز شد و مورد استقبال باشکوه مردم شیراز قرار گرفت.

- حسن روحانی، رئیس‌جمهوری در فرودگان شیراز در سخنانی گفت: «شاهچراغ حرم سوم اهل بیت، مرکز معنوی، حافظیه و سعدیه مرکز فرهنگ و ادب و تخت جمشید و پاسارگاد مرکز تمدن باستانی ایران کهن در شیراز قرار دارد… استان فارس از قابلیت‌های فراوان برای توسعه برخوردار است.»

- حسن روحانی، رئیس‌جمهوری حرم احمد ابن موسی (شاهچراغ) را در شیراز زیارت کرد.

- حسن روحانی، رئیس‌جمهوری در اجتماع بزرگ مردم شیراز به سخنرانی پرداخت و گفت: «اگر امروز با ۱+۵ مذاکره می‌کنیم می‌خواهیم به دنیا اعلام کنیم که ایران اهل منطق و استدلال است و برای ما آنچه از سانتریفیوژ مهم‌تر است، قدرت استدلال و منطق تیم مذاکره‌کننده ماست. ما به دانشمندان هسته‌ای خود و به سیاستمداران ایرانی افتخار می‌کنیم.»

- حسن روحانی، رئیس‌جمهوری از نمایشگاه توانمندی‌های عشایر استان فارس که در محل تالار فرهنگیان آموزش و پرورش شیراز برگزار شده بود، بازدید کرد.

- حسن روحانی، رئیس‌جمهوری در ادامه برنامه‌های سفر به استان فارس از مقبره لسان‌الغیب حافظ شیرازی بازدید کرد.

- حسن روحانی، رئیس‌جمهوری در جمع علما، ایثارگران و برگزیدگان استان فارس تصریح کرد: «اگر می‌خواهیم به پیشرفت برسیم و نزاع‌های بنیان‌کن وحدت جامعه را به مخاطره نیندازد، باید فضا را باز کرده و آستانه تحمل خود را بالا ببریم.»

- حسن روحانی، رئیس‌جمهوری در جلسه توسعه و سرمایه‌گذاران استان فارس با اشاره به دو برابر شدن گردشگران استان فارس در یکسال و نیم گذشته از مسئولان این استان خواست خود را برای جذب سرمایه‌گذاران آماده کنند، زیرا استان فارس با داشتن نیروی انسانی کارآمد، دارای ظرفیت‌ها و توانمندی‌های خوبی در عرصه کشاورزی، صنعت، گردشگری و معدن است.

- حسن روحانی، رئیس‌جمهوری در پایان اولین روز از سفر به استان فارس از آرامگاه شاعر شیرین سخن، سعدی شیرازی بازدید کرد.

۱۰ اردیبهشت
- حسن روحانی، رئیس‌جمهوری به‌همراه مسعود سلطانی فر، رئیس سازمان میراث فرهنگی، صنایع دستی و گردشگری از مجموعه میراث جهانی تخت جمشید بازدید کرد. او همچنین ضمن این بازدید گفت: «پیام تخت جمشید ما می‌توانیم است … ملت بزرگ ایران و کسانی که آثار با عظمت تخت جمشید را آفریدند فرزندان این مرز و بوم بودند و ما به ملیت ایرانی و فرهنگ اسلامی افتخار می‌کنیم و باید از تمدن ایرانی و اسلامی خود دفاع کنیم.»

- حسن روحانی، رئیس‌جمهوری در جلسهٔ شورای اداری استان فارس ضمن قدردانی از استقبال پرشکوه مردم این استان گفت: «فاصله‌ای بین تمدن ایرانی و اسلامی نیست. وقتی به تخت جمشید در استان فارس می‌رویم همه جا آثار یکتاپرستی به چشم می‌خورد و این گواه آن است که مردم ایران هیچگاه بت‌پرست نبودند و وقتی اسلام به این سرزمین وارد شد، به جای مبارزه با آیین بت‌پرستی که در برخی سرزمین‌های دیگر وجود داشت به اعتلای فرهنگی که در ایران وجود داشت، پرداخت.»

۱۲ اردیبهشت
- دفتر رئیس‌جمهوری اسلامی ایران در پیامی با قدردانی از استقبال پرشکوه و صمیمی مردم متدین، فهیم و انقلابی استان فارس از کاروان دولت تدبیر و امید، ابراز امیدواری کرد در سال جدید با همت و تلاش مضاعف و جدّی مسئوولان به‌ویژه مدیران محلی و همیاری و همراهی مردم استان، گام‌های اساسی در جهت توسعهٔ پایدار و همه‌جانبهٔ این خطه از میهن اسلامی برداشته شود.

۱۴ اردیبهشت
- حسن روحانی، رئیس‌جمهوری در آیین نکوداشت مقام معلم و در جمع معلمان نمونه کشوری شرکت کرده و گفت: «محدود کردن هنر نیست، مصون کردن هنر است و باید همه تلاش‌ها برای آموزش و تربیت جوان‌هایی توانمند، قدرتمند و مصون متمرکز شود و این بار سنگین بر عهده معلمان و آموزش و پرورش است.»

۱۵ اردیبهشت
- بیست و هشتمین نمایشگاه بین‌المللی کتاب جمهوری اسلامی ایران صبح سه شنبه با حضور حسن روحانی، رئیس‌جمهوری افتتاح شد.

- حسن روحانی، رئیس‌جمهوری در آیین گشایش بیست و هشتمین نمایشگاه بین‌المللی کتاب با تأکید بر اینکه سیاستگذاری کتاب باید کاملاً شفاف، روشن و کوتاه باشد، تصریح کرد: «نمی‌توان آنچنان دروازه‌ها را باز کرد تا هر خرافه‌ای یا هر سخن افراطی به نام کتاب، دین و انقلاب در اختیار نوجوانان و جوانان ما قرار گیرد و از سوی دیگر نمی‌توان سختگیرانه عمل کرد و مؤلف و ناشر را وارد کوچه‌های پرپیچ و خم قرار داد.»

۱۷ اردیبهشت
- حسن روحانی، رئیس‌جمهوری در پیامی به آیین نکوداشت خدمات حجت‌الاسلام والمسلمین سید محمود دعایی، از وی به‌عنوان «مجاهد خستگی ناپذیر عرصه مبارزه و فکر و فرهنگ و سیاست» نام برد و تصریح کرد: «صداقت، وارستگی و سادگی از خصال دائمی و پسندیده ایشان است که می‌تواند الگویی مناسب برای اهالی و اصحاب قلم و رسانه باشد.»

۱۸ اردیبهشت
۱۹ اردیبهشت
- حسن روحانی، رئیس‌جمهوری در مراسم گرامیداشت هفته هلال احمر حضور یافت و گفت: «با تأکید بر اینکه اساس کار هلال احمر و صلیب سرخ جهانی بی‌طرفی است، از فعالان جمعیت هلال احمر خواست تا با فشار بر صلیب سرخ جهانی، آن‌ها را برای کمک به مردم مظلوم و بی‌دفاع یمن به صحنه بکشاند.»

۲۰ اردیبهشت
- حسن روحانی، رئیس‌جمهوری به پیشنهاد مسعود سلطانی فر، معاون رئیس‌جمهور و رئیس سازمان میراث فرهنگی طی حکمی محمدعلی نجفی، سید محمد بهشتی شیرازی، پیروز حناچی و ابراهیم بای سلامتی را به‌عنوان اعضای شورای عالی میراث فرهنگی و گردشگری منصوب کرد.

۲۲ اردیبهشت
- حسن روحانی، رئیس‌جمهوری سه شنبه شب از علی اکبر صالحی، رئیس سازمان انرژی اتمی در یکی از بیمارستان‌های تهران عیادت و سلامتی وی را از خداوند متعال مسالت کرد.

۲۳ اردیبهشت
- حسن روحانی، رئیس‌جمهوری اسلامی ایران به‌طور رسمی از فؤاد معصوم، رئیس‌جمهوری عراق در مجموعه تاریخی-فرهنگی سعدآباد، استقبال کرد.

- حسن روحانی، رئیس‌جمهوری در نشست خبری مشترک با فؤاد معصوم، امنیت عراق را امنیت ایران دانست و تصریح کرد که ثبات و امنیت عراق برای ایران بسیار حائز اهمیت است.

- رؤسای جمهوری ایران و عراق در نشست مشترک، با اشاره به اهتمام جدی مسئولان دو کشور برای توسعه روابط، بر همفکری، هماهنگی و همکاری در جهت شناسایی راه‌های گسترش مناسبات تهران - بغداد و نیز حل معضلات و مشکلات منطقه‌ای تأکید کردند.

۲۴ اردیبهشت
- بیانیه مشترک رؤسای جمهوری اسلامی ایران وعراق منتشر شد. در بیانیه مشترک رؤسای جمهوری اسلامی ایران و جمهوری عراق که در پایان سفر فؤاد معصوم رئیس‌جمهوری عراق به تهران منتشر شد، بر گسترش بیش از پیش همکاری‌های دو کشور در عرصه‌های مورد علاقه تأکید گردید.

۲۵ اردیبهشت
- حسن روحانی، رئیس‌جمهوری در مراسم افتتاحیه سی و دومین مسابقات بین‌المللی حفظ و قرائت قرآن کریم، قرآن خوانی و قرآن دانی را یک فخر برای مسلمانان دانست و تصریح کرد: «نکند روزی فرا برسد آنهایی که در مسجد و خانه خدا اجتماع می‌کنند، بدترین انسان‌ها روی زمین باشند؟»

۲۶ اردیبهشت
- حسن روحانی، رئیس‌جمهوری در مراسم سالروز بعثت پیامبر اسلام حضرت محمد (ص) و در جریان دیدار جمعی از مسئولان و کارگزاران نظام، سفرای کشورهای اسلامی و قشرهای مختلف مردم با رهبر انقلاب اسلامی گفت: «پاسخ ایران به هر تجاوزی، پشیمان‌کننده خواهد بود… به کمپ دیوید نروید، به کمپ پیامبر (ص) و قرآن پناه ببرید.»

۲۷ اردیبهشت
- حسن روحانی، رئیس‌جمهوری در جلسه هیئت دولت دستور رسیدگی دقیق و جدی وزارت ورزش و جوانان را به ماجرای ورزشگاه تبریز صادر کرد.

۲۸ اردیبهشت
- حسن روحانی، رئیس‌جمهوری در دیدار با «پیتر سییارتو»، وزیر خارجه مجارستان با تأکید بر ظرفیت‌های فراوان برای ارتقای روابط تهران – بوداپست، گفت: «ایران و مجارستان می‌توانند پل ارتباطی خاورمیانه و اروپای مرکزی باشند.»

- حسن روحانی، رئیس‌جمهوری در پیامی پیروزی پهلوانان تیم ملی ایران را در مسابقات تکواندو قهرمانی جهان، به ملت بزرگ ایران، قهرمانان با اخلاق و مربیان و مدیران تیم ملی تکواندو تبریک گفت.

۲۹ اردیبهشت
- حسن روحانی، رئیس‌جمهوری در جمع مدیران، استادان و کارکنان دانشگاه آزاد اسلامی به سخنرانی پرداخت و گفت: «اگر همت آیت‌الله هاشمی و حمایت امام (ره) و مقام معظم رهبری نبود، دانشگاه آزاد اسلامی قوام نمی‌یافت.»

۳۰ اردیبهشت
- حسن روحانی، رئیس‌جمهوری در ادامه سفرهای مستمر خود به استان‌های کشور صبح چهارشنبه در صدر هیأتی از معاونین رئیس‌جمهوری و وزرا، با استقبال امام جمعه تبریز و نماینده ولی فقیه در استان آذربایجان شرقی، استاندار و جمعی از مقامات ارشد محلی و در هفدهمین سفر استانی خود وارد تبریز شد. و مورد استقبال پرشور مردم تبریز قرار گرفت.

- حسن روحانی، رئیس‌جمهوری در فرودگاه تبریز، آذربایجان شرقی و تبریز را سرزمین دلاوران و قهرمانان ایران زمین خواند و تصریح کرد: «در این سفر مطالبات و نکته‌های مردم را خواهیم شنید و تصمیمات و برنامه‌های دولت را برای توسعه این استان تشریح می‌کنیم.»

- حسن روحانی، رئیس‌جمهوری در اجتماع بزرگ مردم آذربایجان شرقی در ورزشگاه تختی تبریز با تأکید بر اینکه پایان مذاکرات هسته‌ای به حول و قوه الهی افتخار برای ملت بزرگ ایران خواهد بود، گفت: «دولت یازدهم، مسیر پیشرفت و رونق اقتصادی را با همه مشکلات، با قدرت ادامه خواهد داد.» او همچنین ضمن اشاره به رویداد ورزشگاه تبریز گفت: «هیچ‌کس نمی‌تواند با احساسات مردم بزرگ ایران آن هم مردم آذربایجان و تبریز بزرگ بازی کند. اگر کسی در حادثه اخیر مقصر باشد تردید نکنید که دولت با همه توان برای تنبیه او ایستادگی خواهد کرد. تیم تراکتورسازی دیگر مربوط به آذربایجان نیست بلکه متعلق به ایران است، تیمی که آرزوی قهرمانی‌اش را در مسابقات آسیایی خواهیم داشت.»

- حسن روحانی، رئیس‌جمهوری به همراه مسعود سلطانی فر، رئیس سازمان میراث فرهنگی، صنایع دستی و گردشگری و حمید چیت چیان، وزیر نیرو از خانه مشروطه (تبریز) بازدید کرد. وی در جمع خبرنگاران در این رابطه گفت: «نهضت مشروطه بعد از فتوای تنباکو، اولین تحول بزرگ در تاریخ سیاسی ایران و کشورهای همجوار بوده‌است.»

- حسن روحانی، رئیس‌جمهوری در جمع علما، ایثارگران و برگزیدگان استان آذربایجان شرقی، هدف انقلاب اسلامی را نجات از استبداد و تثبیت هویت اسلامی و حاکمیت ملی دانست و تصریح کرد: «با انسجام، امید و تدبیر، از هر مشکلی عبور خواهیم کرد.»

- حسن روحانی، رئیس‌جمهوری با حضور در مجموعه فرهنگی – تاریخی مقبرةالشعرای تبریز، بر مزار شاعر نامور آذربایجان محمدحسین بهجت تبریزی ملقب به شهریار حاضر شد و با قرائت فاتحه یاد و خاطره این شاعر پرآوازه را گرامی داشت. در این دیدار علی جنتی، وزیر ارشاد هم حضور داشت.

- حسن روحانی، رئیس‌جمهوری در جلسه توسعه و سرمایه‌گذاران استان آذربایجان شرقی تصریح کرد که تلاش دولت، معرفی چهره صلح طلب و متمدن ایرانیان به جهانیان است.

۳۱ اردیبهشت
- حسن روحانی، رئیس‌جمهوری در جلسه شورای اداری استان آذربایجان شرقی با تأکید بر اینکه «تحقیق و توسعه خط قرمز ما است و مذاکره کنندگان به خطوط قرمز واقفند»، تصریح کرد: «نظرات رهبر معظم انقلاب اسلامی برای دولت مطاع است و هرگز توافقی را امضاء نمی‌کنیم که به کسی اجازه دسترسی به اسرار علمی و نظامی کشور را بدهد.»

## خرداد
- دفتر رئیس‌جمهوری اسلامی ایران در پیامی با قدردانی از استقبال پرشور و صمیمی مردمِ غیور و سلحشور آذربایجان شرقی از کاروان تدبیر و امید، تصریح کرد که این استقبال که نمادی درخشان و هوشمندانه از راهبرد «دولت و ملت؛ همدلی و همزبانی» است، امیدی تازه برای تلاش افزون تر و ثمربخش تر در دل خادمان ملت برانگیخت.

- حسن روحانی، رئیس‌جمهوری، در کنگرهٔ ملی تجلیل از ایثارگران به‌مناسبت سالروز فتح خرمشهر، سوم خرداد را مظهر پیروزی، استقامت، ایثار و فداکاری ملت و تبلور پیروزی حق بر باطل دانست و تصریح کرد: «اگر عفلقیان جدید بخواهند اقتصاد ما را اشغال کنند، جواب ما فتح خرمشهرهای جدید است.»

- حسن روحانی، رئیس‌جمهوری در ادامه سفرهای مستمر خود به استان‌های کشور صبح سه‌شنبه در صدر شماری از معاونان رئیس‌جمهوری و وزیران، وارد شهرستان‌های منطقه غرب استان تهران شد.

- حسن روحانی، رئیس‌جمهوری در اجتماع بزرگ مردم شهرستان‌های غرب استان تهران تصریح کرد: «مردم بزرگ ایران با پیام ۲۴ خرداد ۹۲ به دنیا اعلام کردند که چهره ملت ما چهره صلح، عدالت و همزیستی با مردم جهان است و ما مصمم هستیم تا مشکلاتمان را با منطق، استدلال و مذاکره حل و فصل کنیم.»

- حسن روحانی، رئیس‌جمهوری در ادامه سفر کاروان تدبیر و امید به غرب استان تهران، بازار بزرگ ایرانی - اسلامی نقش جهان اندیشه را که با الهام‌گیری از بازار نقش جهان اصفهان بنا شده‌است، افتتاح کرد.

- دفتر رئیس‌جمهوری در پیامی با قدردانی از استقبال پرشور مردم شهریار، ملارد و شهر قدس از کاروان تدبیر و امید، تصریح کرد که این منطقه به‌عنوان دروازه غربی پایتخت، قابلیت‌ها و ظرفیت‌های فراوانی برای توسعه پایدار، به‌ویژه در زمینه‌های کشاورزی و صنعتی دارد.

- رئیس‌جمهوری در حکمی «مهندس ناصر علی سعادت» را به‌عنوان رئیس سازمان نظام صنفی رایانه‌ای کشور منصوب کرد.

- رئیس‌جمهوری روز شنبه در همایش فرمانداران سراسر کشور، با تأکید بر اینکه «در انتخابات اسفندماه، رئیس‌جمهوری به‌عنوان مجری قانون اساسی وارد عمل خواهد شد»، گفت: «پیروزی دولت در این است که امسال یک انتخابات پرشور، رقابتی، آزاد و سالم به حول و قوه الهی برگزار کند… جریان رأی‌گیری و شمارش آرا باید به گونه‌ای باشد که شفافیت و سلامت انتخابات پیش‌روی همه مردم آشکار شود.»

- رئیس‌جمهوری در دیدار با رئیس مجلس سوریه، با تجلیل از ایستادگی و مقاومت دولت و ملت سوریه، تصریح کرد: «بدون تردید در جنگ حق علیه باطل، حق پیروز است و مطمئن هستیم که کشورهای بیگانه قادر نخواهند بود شرایط خود را بر ملت سوریه تحمیل کنند.»

- حسن روحانی، رئیس‌جمهوری در مراسم بیست و ششمین سالگرد ارتحال حضرت امام خمینی (ره)، با تأکید بر اینکه «مردم ما راه امام و خط امام را رها نخواهند کرد»، اظهارداشت: «عاشقان امام (ره) با این حضور گسترده خود به همه جهانیان اعلام می‌کنند که اگر امروز امام در میان ما نیست اما راه، خط و مسیر امام هست و ادامه می‌یابد… ما نیز اعتدال را از امام آموخته‌ایم.»

- حسن روحانی، رئیس‌جمهوری در مراسم گرامیداشت هفته محیط زیست و دهمین دوره اعطای جایزه ملی محیط زیست، گفت: «اینکه می‌گوئیم تحریم ظالمانه از بین برود برخی چشم خود را بی‌خود نچرخانند، تحریم‌ها باید از بین بروند تا سرمایه‌گذار به کشور بیاید و باید سرمایه‌گذاری انجام شود از مشکل آب خوردن مردم تا مشکلات مالی و بانکی مردم حل شود.» رئیس‌جمهور با تأکید براینکه کسانی که باعث ایجاد این تحریم‌ها شدند در حق مردم خیانت کردند گفت: «برخی در آغاز نمی‌دانستند که این تحریم‌ها چه عواقبی دارد.»

- حسن روحانی، رئیس‌جمهوری در حکمی بهزاد سلطانی، رئیس هیئت عامل صندوق نوآوری و شکوفایی را با حفظ سمت، به‌عنوان دبیر هیئت امنای این صندوق منصوب کرد.

- حسن روحانی، رئیس‌جمهوری در پیامی فرارسیدن روز ملی روسیه را به ولادیمیر پوتین، رئیس‌جمهوری فدراسیون روسیه، دولت و ملت این کشور تبریک گفت و ابراز امیدواری کرد با توجه به شرایط کنونی منطقه و جهان و اشتراک نظر دو کشور در حوزه‌های مختلف، همکاری‌های تهران-مسکو در عرصه‌های مختلف دو جانبه و چندجانبه گسترش یابد.

- حسن روحانی، رئیس‌جمهوری روز شنبه در یک کنفرانس خبری با حضور خبرنگاران داخلی و بین‌المللی، ۲۴ خرداد ۹۲ را پیروزی بزرگ ملت ایران دانست و تصریح کرد که حماسه ۲۴ خرداد به هیچ جناح، حزب و دسته‌ای تعلق ندارد. او همچنین در پاسخ به سؤالی مبنی به ممنوع‌التصویر و خبری سید محمد خاتمی، رئیس‌جمهور اسبق ایران ضمن دروغ خواندن این ادعا گفت: «شورای امنیت ملی هیچ مصوبه‌ای در زمینه ممنوع‌التصویری کسی ندارد و اگر کسی چنین چیزی را به شورای امنیت ملی نسبت بدهد خلاف کرده و باید طبق قانون مجازات شود.»

- حسن روحانی، رئیس‌جمهوری به‌منظور نوزدهمین سفر کاروان دولت تدبیر و امید دقایقی پیش وارد بجنورد مرکز استان خراسان شمالی شد.

- حسن روحانی، رئیس‌جمهوری در بدو ورود به خراسان شمالی در گفتگو با خبرنگاران در فرودگاه بجنورد ضمن اظهار خرسندی از اینکه سفر کاروان دولت تدبیر و امید به استان خراسان شمالی در سالروز تاریخی ۲۴ خرداد انجام می‌شود، گفت: امیدوارم سفر دولت به خراسان شمالی سرشار از خیر و برکت برای مردم و موجب شتاب بخشیدن به روند توسعه استان باشد.

- آحاد مختلف مردم استان خراسان شمالی و شهر بجنورد به‌ویژه جوانان از اولین دقایق صبح امروز خود را به مسیر حرکت خودروی حامل رئیس‌جمهوری رساندند تا ضمن خوشآمدگویی، بر حمایت و پشتیبانی خود از دولت تدبیر و امید تأکید کنند.

- حسن روحانی، رئیس‌جمهوری در اجتماع بزرگ مردم استان خراسان شمالی با تأکید بر اینکه ما از تحریم نمی‌ترسیم اما با آن مبارزه می‌کنیم و با کمک شما مردم تحریم‌ها را خواهیم شکست، گفت: «اگر می‌خواهیم به پیشرفت و قله‌های ترقی دست یابیم باید متحد باشیم، دست به دست هم دهیم و اختلافات را کنار بگذاریم.» او در بخش دیگری از سخنانش گفت: «همین‌جا اگر قطعه موسیقی نواخته شود و شما شاد شوید اشکالی دارد؟ مگر ما با شادی مردم مخالفیم. ما در روزش خوشحالی می‌کنیم و به روزش هم اشک می‌ریزیم ما در نوزده و بیست و یک رمضان اشک می‌ریزیم و پانزده رمضان شادی می‌کنیم. ما ملتی رشید و شاد می‌خواهیم. موسیقی، ادب، فرهنگ و شعر از سرزمین ایران و خراسان شمالی به کل آسیای مرکزی، قفقاز و سایر مناطق رسوخ کرده‌است.»

- حسن روحانی، رئیس‌جمهوری در دیدار علما، ایثارگران و برگزیدگان استان خراسان شمالی گفت: «برای برداشتن تحریمها تلاش می‌کنیم اما در برابر هیچ ابرقدرتی سرخم نخواهیم کرد و ما فقط در برابر خداوند سر تعظیم فرود می‌آوریم.»

- حسن روحانی، رئیس‌جمهوری در جلسه توسعه و سرمایه‌گذاران خراسان شمالی گفت: «باید شرایط کشورمان را به گونه‌ای فراهم کنیم که به تأمین عزت ما منجر شود و فراهم آوردن این شرایط نیاز به تدبیر دارد. تدبیر یعنی اینکه ما نگاه کوتاه مدت نداشته باشیم، بلکه آینده و تبعات کارهای خود را در بلند مدت نیز مد نظرقرار دهیم و آن وقت است که محیط فعالیت اقتصادی، بانشاط فراهم خواهد شد.»

- حسن روحانی، رئیس‌جمهوری در جلسهٔ شورای اداری استان خراسان شمالی، حفظ غنی‌سازی، تداوم تحقیق و توسعه و لغو قطعنامه‌ها و تحریم‌های اقتصادی را خطوط قرمز ایران در مذاکرات دانست و گفت: «در مذاکرات هسته‌ای هیچ‌کس نباید شک کند که دولت و مذاکره‌کنندگان، همه خطوط قرمز را رعایت کرده‌اند.»

- حسن روحانی، رئیس‌جمهوری در نشست خبری پایان سفر به استان خراسان شمالی با اشاره به تصمیمات خوبی که برای توسعه هر چه بیشتر و شتابان استان خراسان شمالی گرفته شده‌است، گفت: «در این سفر مجموعاً اجرای ۲۵ پروژه با اعتبار بالغ بر ۵۷۰ میلیارد تومان برای سال‌های ۹۴ و ۹۵ به تصویب نهایی رسید که می‌تواند به روند پیشرفت استان شتاب دهد.»

- دفتر رئیس‌جمهوری در پیامی با قدردانی از استقبال پرشور و باشکوه مردم استان خراسان شمالی از کاروان دولت تدبیر و امید، ابراز امیدواری کرد که طرح‌ها و برنامه‌های اساسی دولت برای تقویت زیرساخت‌های مواصلاتی و حمایت از سرمایه‌گذاری استان، هر چه سریع‌تر جامه عمل بپوشد تا شاهد شکوفایی بیشتر این بخش از ایران عزیز باشیم.

- رئیس‌جمهوری ایران در دیدار حیدر عبادی، نخست‌وزیر عراق، روابط تهران – بغداد را روابطی راهبردی دانست و تصریح کرد: تقویت و گسترش روابط دو کشور نه تنها تامین‌کننده منافع دو ملت، بلکه تامین‌کننده منافع همه کشورهای منطقه است.

- حسن روحانی، رئیس‌جمهوری در گفتگوی تلفنی با تمیم بن حمد بن خلیفه آل ثانی، امیر قطر ضمن تأکید بر ضرورت همکاری کشورهای منطقه برای استقرار صلح و آرامش، ماه رمضان را ماه تقویت اخوت و دوستی میان مسلمانان دانست و ابراز امیدواری کرد: «درگیریها و نزاع‌ها در سرزمین‌های اسلامی در ماه مبارک رمضان متوقف و هر چه سریعتر ثبات و آرامش جایگزین آن شود.»

- حسن روحانی، رئیس‌جمهوری در پیام‌های تبریک جداگانه‌ای به سران کشورهای اسلامی به‌مناسبت حلول ماه مبارک رمضان، ابراز امیدواری کرده‌است که با تحکیم وحدت و مودت، امنیت و آرامش در میان امت اسلامی بیش از گذشته، گسترش یابد.

- حسن روحانی، رئیس‌جمهوری در جلسهٔ مشترک نمایندگان مجلس و دولت در نهاد ریاست جمهوری، با تأکید بر اینکه موضوع مذاکرات هسته‌ای مربوط به همه اجزاء نظام است، گفت: مذاکره‌کنندگان کشور در چارچوب‌های مشخص شده از سوی رهبر معظم انقلاب که به‌طور شفاهی و کتبی ابلاغ شده حرکت می‌کنند.